# Brandon Peterson
Brandon Peterson (Birmingham, Alabama, 16 de diciembre de 1990) es un baloncestista estadounidense. Con 2,04 metros de estatura, juega en la posición de ala-pívot. 

## Trayectoria deportiva

### Universidad
Jugó cuatro temporadas con los Red Wolves de la Universidad Estatal de Arkansas, en las que promedió 8,6 puntos, 7,0 rebotes, 1,1 asistencias y 1,3 tapones por partido. En su última temporada fue incluido en el segundo mejor quinteto de la Sun Belt Conference.

### Profesional
Tras no ser elegido en el Draft de la NBA de 2013, firmó su primer contrato profesional con el equipo sueco del Jämtland Basket, donde jugó una temporada como titular, en la que promedió 19,1 puntos y 10,8 rebotes por partido. Ya en abril de 2014 fichó para disputar el final de la A1 Ethniki griega por el A.E. Neas Kīfisias, sustituyendo a Darrius Garrett.
En junio de 2014 fichó por el equipo belga del Leuven Bears, donde jugó 23 partidos en los que promedió 11,9 puntos y 6,4 rebotes. Acabó la temporada en el ALM Évreux Basket francés.
En 2015 firmó por el Ankara DSİ turco, donde disputó una temporada jugando como titular, en la que promedió 13,4 puntos y 9,2 rebotes por partido. En septiembre de 2016 se comprometió con el MKS Start Lublin de la liga polaca, disputando sólo 16 partidos en los que promedió 13,7 puntos y 8,7 rebotes, dejando el equipo en enero de 2017 para firmar con el JDA Dijon, donde acabó la temporada.
En septiembre de 2017 fichó por el equipo belga del Basic-Fit Brussels, donde jugó una temporada en la que promedió 7,5 puntos y 7,0 rebotes por partido. En julio de 2018 se comprometió con el equipo francés del Aix Maurienne Savoie Basket, de la Pro B, la segunda división gala.
Peterson fue fichado por el Orthodox Amman de Jordania en diciembre de 2022, haciendo su debut con el equipo al mes siguiente.

## Selección nacional

### Camboya
Peterson representó a Camboya en los torneos de baloncesto 3x3 y 5x5 de los Juegos del Sudeste Asiático de mayo de 2023, un evento no homologado por FIBA.

### Siria
Peterson llegó a un acuerdo con la Federación Siria de Baloncesto para jugar con el equipo nacional en agosto de 2023. De ese modo actuó en la Región Asia de los Torneos de Preclasificación Olímpica FIBA 2023.